# Gangolf
Gangolf ist ein männlicher Vorname und Familienname.

## Herkunft und Bedeutung
Der Vorname Gangolf ist fränkischer Herkunft und setzt sich aus den Elementen gang „Gang“ und wolf „Wolf“ zusammen. Dieselben Elemente tauchen im Vornamen Wolfgang in umgekehrter Reihenfolge auf. Er bedeutet angreifender Wolf (althochdt.).

## Namenstag
Namenstag ist der 11. Mai nach dem heiligen Gangolf, der nach der Legende um 760 ermordet wurde.

## Namensträger

### Vorname
- Gangolf Hübinger (* 1950), deutscher Historiker
- Gangolf von Kieseritzky (1847–1904), deutschbaltischer Klassischer Archäologe
- Gangolf Ralinger (* ca. 1587; † um 1663), Weihbischof in Speyer
- Gangolf Stocker (1944–2021), Stuttgarter Kunstmaler, Kommunalpolitiker und Sprecher des Aktionsbündnisses gegen das Projekt Stuttgart 21

### Familienname
- Paul Gangolf (1879–1936), eigentlich Paul Löwy, nutzte Gangolf als Künstlernamen.